# Celebes-Ährenfisch
Der Celebes-Ährenfisch (Marosatherina ladigesi, Syn.: Telmatherina ladigesi) auch Celebes-Sonnenstrahlfisch genannt, lebt endemisch im Süd-Westen Sulawesis, im Hinterland von Makassar. Der Fisch wurde 1936 zu Ehren des Ichthyologen Werner Ladiges mit dem Art-Epitheton ladigesi beschrieben. Der Gattungsname bezieht sich auf die im Vorkommensgebiet liegende Stadt Maros. Der Celebes-Ährenfisch ist ein bekannter und beliebter Aquarienfisch.

## Merkmale
Der Celebes-Ährenfisch wird sieben bis acht Zentimeter lang. Er hat einen langgestreckten, seitlich zusammengedrückten, gelblich schillernden Körper. Von der Körpermitte bis zur Schwanzflossenwurzel erstreckt sich ein türkisblaues Band. Auch die Iris des Auges ist blaugrün. Die Rückenflosse ist geteilt, die zweite wesentlich größer als die erste und, ebenso wie die Afterflosse, bei ausgewachsenen Männchen mit verlängerten Flossenstrahlen versehen.
Flossenformel: Dorsale 1 V, Dorsale 2 I/7–8, Anale I/11–12

## Fortpflanzung
Celebes-Ährenfische sind Freilaicher, die nach heftigem Treiben an feinfiedrigen Wasserpflanzen und den feinen Wurzeln von Schwimmblätter ablaichen. Insgesamt werden während der Fortpflanzungszeit, über einen Zeitraum von mehreren Monaten täglich, meist in den Morgenstunden, 30 bis 50 gelbliche Eier abgegeben. Die Anzahl der Eier nimmt im Laufe der Laichsaison ab. Die Jungen schlüpfen nach acht bis elf Tagen mit einer Länge von sieben Millimetern. Nach sieben Monaten sind sie geschlechtsreif.